# Martian Manhunter
Martian Manhunter (tradotto talvolta in italiano come Segugio di Marte, e dagli anni 2010 rinominato Guardiano di Marte), il cui vero nome è J'onn J'onzz, è un personaggio dei fumetti statunitensi pubblicati da DC Comics. Nasce come supereroe ed è tra i membri fondatori della Justice League of America. Compare nel mondo del fumetto per la prima volta sul n. 225 di Detective Comics del novembre 1955. È un marziano, l'ultimo della sua specie.
Nella classifica stilata nel 2011 da IGN si è posizionato al 43º posto come più grande eroe della storia dei fumetti, dopo Tempesta e prima di Occhio di Falco.

## Storia editoriale

### Precursore della Silver Age
La prima apparizione del personaggio avviene su Detective Comics n. 225 (novembre 1955) in una storia di supporto (back-up story) a quella che era una delle serie dedicate a Batman. È un periodo di transizione del fumetto americano che aveva visto finire la Golden Age nel 1951. Dopo tale data quasi tutte le pubblicazioni di albi di supereroi erano state cancellate. Ne rimanevano alcune tra le quali Action Comics, Adventure Comics, Batman, Wonder Woman e la stessa Detective Comics. Sono tutte serie dedicate ai personaggi più famosi tra i quali Superman, Superboy e Wonder Woman.
Ufficialmente la rinascita del genere non è ancora iniziata in quanto l'albo di inizio della seconda era di grande diffusione dei supereroi è Showcase (vol. 1) n. 4 (1956). Su questo albo Julius Schwartz e Carmine Infantino creano il nuovo Flash (Barry Allen) e da questo momento comincia una politica di riproposta dei supereroi degli anni trenta e quaranta che viene poi identificata come Silver Age del fumetto americano. Tecnicamente però il primo personaggio della Silver Age è proprio Martian Manhunter in quanto non è più cronologicamente legato alle storie dei fumetti pubblicati tra il 1938 e il 1951 (cioè la Golden Age) e diviene invece un personaggio cardine della nuova era in quanto membro fondatore della Justice League of America. Questo supergruppo debutta su The Brave and the Bold n. 22 (febbraio-marzo 1960) e il suo successo ispirerà la creazione dei nuovi gruppi di supereroi della Silver Age.

## Costume

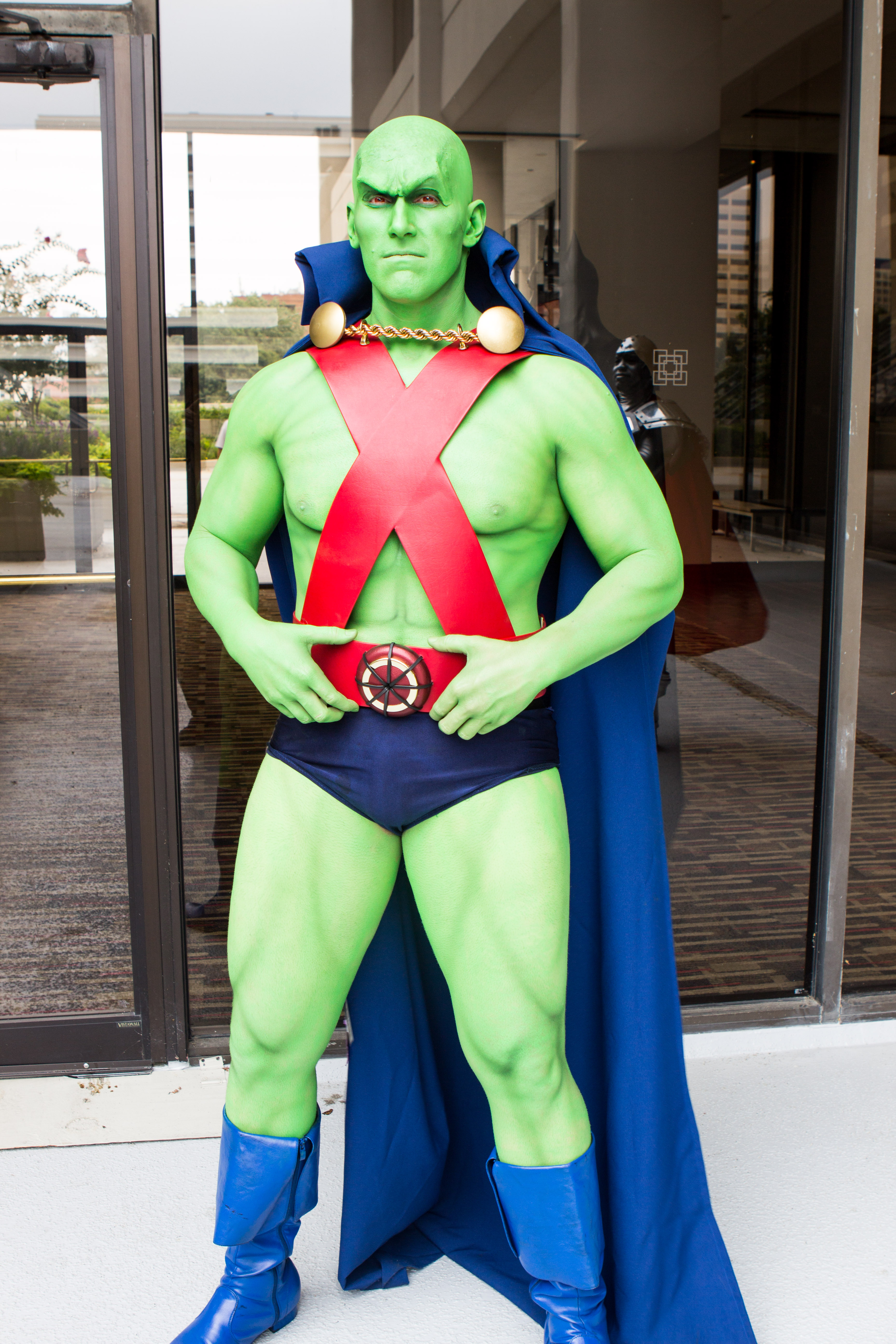
Un cosplay di Martian Manhunter nel 2013

J'onn, le cui origini e poteri non hanno subito alcuna variazione nel passaggio dalla continuity pre a quella post-Crisis, si presenta come un possente e muscoloso umanoide dalla pelle verde e dalla testa calva, con mantello blu sulle spalle ed un paio di mutandoni e di stivali dello stesso colore, il tutto completato da una cintura e da un paio di bretelle che si incrociano ad X di colore rosso. In alcune storie dagli anni '90 ad oggi tuttavia lo ha sostituito per breve tempo con due tipologie di costumi:
- un costume nero a maniche lunghe con due bretelle rosse che fissano una mantellina al petto, una striscia rossa che passa sul ventre e un piviale blu fissato alla mantellina. A questo costume si ispira quello indossato nella serie TV Supergirl
- una mantellina viola al cui centro del petto vi è un cerchio nero a raggi rossi, bretelle rosse che legano quest'ultima al corpo, un lungo mantello (non sempre presente) che lo copre del tutto, pantalone legato in vita da un perizoma nero a strisce rosse e stivali dello stesso colore della mantellina. Dopo aver assunto la nuova identità di Guardiano di Marte, lo assumerà come costume definitivo
- un costume simile al secondo ma completamente azzurro e con una stella gialla in un cerchio rosso sul petto che sostituisce il cerchio nero.

## Biografia del personaggio

### Pre Crisi
Ha debuttato in Detective Comics n. 225 (novembre 1955), scritto da Joseph Samachson e illustrato da Joe Certa, come un umanoide extraterrestre dalla pelle verde proveniente da Marte che viene attirato sulla Terra da un raggio di teletrasporto sperimentale costruito dal dottor Saul Erdel. Lo shock dell'incontro uccide il dottor Erdel e lascia J'onzz senza modo di tornare a casa. Il personaggio decide di combattere il crimine mentre aspetta che la tecnologia umana passi a uno stadio che gli consentirà di salvarlo. A tal fine, adotta l'identità di John Jones, un detective dell'immaginaria cittadina di Middletown.
Durante questo periodo, il personaggio e la sua storia passata differiscono in alcuni modi significativi dalle versioni moderne. In primo luogo, la gamma di poteri di J'onzz è mal definita e i suoi poteri si espandono nel tempo adattandosi alle trame. L'aggiunta di abilità precognitive, su Detective Comics n. 226, è rapidamente seguita da telepatia e volo, "visione atomica", super-udito,  e molti altri poteri. Inoltre, la sua consueta debolezza al fuoco si manifesta solo quando è nella sua forma nativa marziana.
Una differenza più significativa è che in questa versione non vi è alcuna allusione al fatto che Marte sia un pianeta morto o che il personaggio sia l'ultimo della sua specie. Molti dei racconti dell'epoca presentano la tecnologia marziana o l'apparizione di altri personaggi marziani. In Detective Comics n. 236 (ottobre 1956), ad esempio, presenta il personaggio che entra in contatto con il pianeta Marte e i suoi genitori.
J'onzz alla fine rivela la sua esistenza al mondo, dopodiché opera apertamente come un supereroe e diventa un membro fondatore della Justice League. Durante i primi anni del personaggio come membro della Justice League, viene spesso usato come sostituto di Superman nelle storie (proprio come Freccia Verde lo era per Batman) poiché la DC Comics era preoccupata di usare i personaggi di punta troppo spesso nelle storie della Justice League, temendo la sovraesposizione. Il detective John Jones viene apparentemente ucciso in azione dal capo idolo di Diabolu, un artefatto che genera mostri soprannaturali. J'onzz abbandona l'identità civile poiché decide che combattere questa nuova minaccia richiederà molto tempo.
Quando la DC ha permesso a Superman di diventare un membro pienamente attivo della Justice League, le apparizioni di J'onzz sono diminuite. Ha partecipato per l'ultima volta a una missione nel suo incarico originale nel numero 61 (marzo 1968), poco prima che la sua serie solista venisse interrotta. Nel numero 71, la sua gente finalmente è venuta sulla Terra a recuperarlo ed è partito con loro per fondare e diventare il leader di Nuova Marte. Nel corso dei successivi quindici anni, J'onzz apparve sporadicamente in alcuni titoli DC.
Nel 1972, Superman fu teletrasportato su Nuova Marte. J'onzz tornò brevemente sulla Terra tramite un'astronave nel 1975.  J'onzz fece un altro viaggio sulla Terra poco dopo, portando Superman e Batman a combattere al suo fianco su Nuova Marte.  Riemerse definitivamente nell'universo DC nel 1984. Poco dopo, la Lega fece dimettere diversi membri, lasciando spazio per il Manhunter. Durante il soggiorno sulla Terra, ha deciso di far rivivere la sua identità di John Jones, questa volta come investigatore privato, ma ha dovuto spiegare la sua scomparsa di vent'anni.

### Post Crisi
All'inizio del 1987, la DC ha rinnovato la serie Justice League of America rilanciando il titolo come Justice League. Questa nuova serie, scritta da Keith Giffen e JM DeMatteis con i disegni di Kevin Maguire (e più tardi Adam Hughes), ha aggiunto un bizzarro umorismo alle storie della squadra. J'onzz è presente dal primo numero e all'interno delle storie è usato come personaggio serio per altri personaggi in situazioni comiche. La serie ha anche aggiunto una serie di elementi alla sua storia precedente che sono rimasti fino al presente (come l'ossessione di J'onzz per i biscotti Oreo, a causa dell'influenza di Shazam).
La miniserie in quattro numeri del 1988 di JM DeMatteis e Mark Badger ha ulteriormente ridefinito il personaggio e cambiato una serie di aspetti importanti sia del suo personaggio che della sua storia di origine. La vita su Marte, per J'onn ed i componenti della sua razza, scorre tranquilla e pacifica, dedicando le giornate soprattutto alla meditazione ed allo studio. Gli abitanti del pianeta, prossimo alla morte, sono divisi in due fazioni (o razze): da un lato i verdi, cui appartiene J'onn, come già detto pacifici; dall'altro i bianchi, assetati di sangue e guerra, molto più muscolosi e terrificanti nell'aspetto (hanno una seconda bocca con lunghe zanne acuminate all'altezza dello stomaco), sempre in disaccordo con i loro vicini e fratelli.
I bianchi, pertanto, decidono di abbandonare un pianeta condannato per peregrinare per l'universo, fondando addirittura tre città sulla Terra, dove, a quanto sembra, accelerano il processo evolutivo dei mammiferi dominanti. Nel frattempo, su Marte, la morte incombe, lasciando J'onn J'onzz unico sopravvissuto di un intero pianeta.
Nella storia La prova del fuoco (2003), di Joe Kelly, Doug Mahnke e Tom Nguyen, vengono aggiunte nuove informazioni su Marte. I marziani, alle origini, erano in realtà composti da un'unica razza, i marziani di fuoco. Essi erano costantemente in guerra uno con l'altro, interpretando tale situazione politica come espressione di una forza vitale così grande da necessitare della violenza per esprimersi. Da tale guerra restava, solitamente, in piedi un unico marziano di fuoco, che, maturato ormai da quest'esperienza, si riproduceva espellendo dal suo corpo altri esseri simili a lui, ridando così inizio alla follia distruttrice. Per scongiurare la possibilità che i marziani potessero invadere il resto dell'universo e distruggerlo completamente i Guardiani dell'Universo impiantarono geneticamente la paura del fuoco in questi esseri, impedendo così loro di raggiungere l'ultimo stadio di maturazione. Parte delle spinte bellicose, però, riaffiorarono nei marziani bianchi, la parte guerriera degli abitanti di Marte.
Teletrasportato dal pianeta Marte sulla Terra dallo scienziato Erdel nel corso di un suo esperimento, J'onn si ritrova, ultimo della sua razza, su un mondo alieno che, se lo vedesse nella sua forma originale, potrebbe provare un orrore che lo isolerebbe da tutto e da tutti.
Decide così di nascondere le sue fattezze (un essere dal colorito verde, longilineo ed asciutto, con la scatola cranica allungata a punta verso l'alto) dietro il corpo possente e muscoloso di cui sopra, decisamente più accettabile per gli abitanti del suo nuovo pianeta. Dopo uno studio del mondo e delle sue usanze decide di sfruttare i suoi poteri telepatici e di mutaforma per interagire con i terrestri, creandosi così una nuova identità, quella del poliziotto di Denver John Jones. Accettato da tutti e con un buon numero di amici e confidenti J'onn inizia a lavorare a molti casi, tutti brillantemente risolti grazie alle sue incredibili abilità deduttive, pari a quelle di Batman. Laddove, però, non riesce ad intervenire come John Jones, interviene come Martian Manhunter, risolvendo con l'ausilio dei suoi poteri i casi più difficili.
Questa doppia vita, fatta di nascondersi ed apparire, in cui J'onn è costretto ad indossare non una, ma almeno due maschere differenti, è figlia di un filone fantascientifico che vede spesso negli alieni degli spietati invasori. J'onn quindi, proveniente da una razza per sua natura pacifica e principalmente dedita alla meditazione, pur non dimenticando mai la moglie e la figlia morte, è costretto a nascondersi dietro molteplici maschere per rendere accettabile la sua presenza e lenire la sua solitudine. Solo quando conosce Aquaman che, proveniente da Atlantide, sperimenta lo stesso senso di alienazione, riesce in qualche modo a lenire il suo dolore, trovando il coraggio di unirsi ad altri eroi nella lotta per la giustizia: nasce così la Justice League of America.

### Giustizia per tutti
Nell'era post-Crisis (ma lo era anche prima), la JLA diventa la casa, la famiglia di J'onn, che ne è fondatore insieme ad Aquaman, Lanterna Verde, Flash e Black Canary e l'anima ed il motore più importante nelle sue formazioni successive.
Il gruppo, ispirato alla JSA, deve affrontare subito una minaccia aliena proveniente da Appellax, un pianeta guerriero intenzionato ad invadere la Terra. Come ben raccontano Mark Waid, Barry Kitson e Chuck Austen in JLA: Anno Uno, la sfida con Appellax, però, non si limita ai primi scontri che hanno convinto i cinque eroi ad unirsi, ma si protrae, in maniera più o meno nascosta, per il primo anno di attività del supergruppo, durante il quale si scopre l'archivio segreto di J'onn, nel quale egli ha raccolto, di nascosto, informazioni su tutti gli eroi della Terra. In questa occasione, poi, inizia a sperimentare la possibilità di vivere diverse vite parallele in varie città degli Stati Uniti, mentre oggi ha almeno una identità importante per ciascun continente.
Comunque, risolti i suoi problemi con il resto del gruppo di amici, J'onn ritorna ad essere la colonna portante della JLA, cui ha fatto parte già in era pre-Crisis quando, insieme a Flash (Jay Garrick), Lanterna Verde (Alan Scott), Superman, Batman e Wonder Woman, ha affrontato la minaccia, anche questa aliena, di Starro, una enorme e letale stella marina spaziale.

### Popolarità
Da sempre ritenuto un personaggio minore, nessuno degli autori ne ha mai saputo sfruttare le enormi potenzialità. Bisogna aspettare il trio Giffen, DeMatteis, Maguire e la loro esilarante Justice League International per leggere storie interessanti su un personaggio tormentato e difficile, che spesso si fa carico dei problemi dell'intero gruppo, se non del pianeta.
Dopo che Mark Waid ed Alex Ross, però, lo ritraggono in Kingdom Come come ormai sfiancato dalle troppe informazioni telepatiche giunte al suo cervello, bisogna attendere l'avvento di Grant Morrison come sceneggiatore della JLA per leggere di uno J'onn J'onzz imponente e sicuro come non mai, vero collante del gruppo. È il periodo in cui Superman, Batman, Wonder Woman, Flash, Lanterna Verde, Aquaman fanno tutti parte contemporaneamente, dopo molti decenni, della JLA e la prima minaccia che devono affrontare è proprio contro degli invasori alieni provenienti dal passato di J'onn, i marziani bianchi, che alla fine della storia vengono sconfitti. Della loro punizione si occupa proprio J'onn J'onzz, l'unico che conosce la legge marziana. Gli invasori vengono privati dei loro ricordi e costretti a lavorare in sembianze umane come pompieri, a stretto contatto con l'elemento che più temono: il fuoco.
Successivamente la presenza di J'onn sarà fondamentale in moltissime altre occasioni e addirittura, durante il cross-over One Million, si scopre che in un lontano futuro il Segugio di Marte è ancora vivo e si è molecolarmente fuso con il suo pianeta, un po' come il suo coevo Superman con il Sole.
Proprio grazie al trattamento di Morrison e all'imminente OM viene concessa, a J'onn, la possibilità di comparire in una serie personale, gestita da John Ostrander e Tom Mandrake, la coppia che ha gestito per circa 5 anni i destini e le alterne fortune dello Spettro, il personaggio creato dall'indimenticato Jerry Siegel.
Infine, durante l'Età dell'ossidiana, complessa storia ideata da Joe Kelly per riportare Aquaman nel nostro tempo, apparentemente morto durante la guerra contro Imperiex, sperimenta la morte insieme agli altri leaguers, quando Manitou Raven, sciamano pellerossa, per concedere una speranza al mondo contro la follia distruttrice di una atlantidea reietta, deve uccidere uno ad uno tutti i componenti del supergruppo.
Dopo l'Età dell'ossidiana, J'onn decise di rivolgersi all'ex-criminale Scorch, dai poteri pirici, per poter vincere la sua paura del fuoco. Il rapporto con Scorch portò da un lato il successo nella vittoria contro tale paura (con conseguente e reciproco innamoramento), dall'altro alla rottura del blocco genetico impiantato dagli oani. A questo punto il marziano verde sperimenta un vero e proprio sdoppiamento di personalità: il suo posto viene preso da Fernus, il marziano di fuoco retaggio dell'antico passato guerriero, che nella sua follia distruttrice inizia a controllare le menti dei governanti della Terra, per poi scatenare l'inizio di una guerra nucleare.
L'intervento contemporaneo di Ray Palmer e del Maggiore Disastro all'interno dell'anima di J'onn e di Plastic Man all'esterno (l'unico in grado di non poter essere controllato mentalmente dal marziano di fuoco), consente la separazione finale tra le due personalità e la momentanea disintegrazione del nuovo, terribile avversario.
Così separato, J'onn J'onzz ritorna nella JLA, senza più la paura del fuoco, a patto che questo non sia di tipo psichico, ma con il peso del dolore per le ferite riportate da Scorch nello scontro con Fernus.

### Crisi finalee scomparsa
Nell'arco narrativo DC Crisi finale, scritto da Grant Morrison, Martian Manhunter viene ucciso da un sindacato criminale guidato dal misterioso Libra. J'onn J'onzz viene assassinato nel tentativo di convincere altri supercriminali come Lex Luthor o Vandal Savage ad unirsi a loro.
Ridotto a ecce Homo tramite dei piro-tranquillanti inventati dal Dottor Sivana, che ne bloccano i poteri, J'onn invia un messaggio telepatico ad alcuni dei suoi più cari amici (Superman, Batman, Hal Jordan, Black Canary e Gipsy) che hanno trascritto ogni suo ricordo sulla storia di Marte, in modo che le tradizioni marziane non vadano perdute con la sua morte.
I suoi funerali si tengono sul pianeta rosso, dove viene sepolto in una camera funeraria all'interno di una enorme piramide. Superman tiene l'elogio funebre, mentre Batman posa sulla sua tomba uno dei biscotti al cioccolato di cui era ghiotto.
Dopo tanti anni, l'anima di J'onn si congiunge finalmente a quelle della moglie M'yri'ah e alla figlioletta K'hym.

### Ritorno come Lanterna Nera e Resurrezione
In seguito al fallimento di Guardiani dell'universo di non far avverare le profezie sull'arrivo della Notte più Profonda, prende vita l'emozione scura che rappresenta la stessa morte. L'energia di tale emozione ha il suo epicentro nel settore 666 dell'Universo. Qui, sul cadavere dell'Anti-Monitor si generano i misteriosi anelli neri la cui capacità risiede nel saper resuscitare i morti. I deceduti prescelti dagli anelli formano il Corpo delle Lanterne Nere. Un anello di questi arriva su Marte dove resuscita Martian Manhunter come Lanterna Nera. Ritornato sulla Terra, affronta a Gotham City i vecchi amici Hal Jordan e Barry Allen. Come Lanterna Nera, J'onn è immune anche al suo vecchio tallone d'Achille, il fuoco.
Le Lanterne Nere di Nekron e gli agenti dei vari corpi hanno infine una battaglia campale al centro di Coast City, dove fa la sua apparizione la potentissima Entità e la luce della Lanterna Bianca, che riporta in vita tutti i supereroi e i criminali deceduti, tra cui anche J'onn.

### Guardiano di Marte
Un mese dopo la sua resurrezione, il periodo trascorso come Lanterna Nera cominciò a corromperlo dall'interno ed a far uscire gli istinti guerrieri ancestrali sopiti in lui (si scoprirà in seguito al suo attacco alla Justice League che in realtà era dovuto ad una cellula dormiente di Fernus depositata nella sua mente prima della sua distruzione e risvegliata dall'Anti-Monitor con il compito di attivarsi ad una sua eventuale resurrezione), trasformandolo in una macchina assetata di sangue. Dopo un violento scontro con la Justice League prima e le Lanterne Verdi poi, il Dottor Fate decise con il beneplacito di entrambi di allearsi con Shayera Hol/Alata e la squadra originaria della Justice League per eliminare definitivamente la sua parte malvagia. Seppur a malincuore, Shayera e Diana riuscirono a mettere al tappeto lo stesso J'onn con le loro armi. Apparso sotto la forma di visione psichica, ordinerà ad entrambe di bruciare quello che restava del suo corpo in un cratere vulcanico attivo, disintegrando in questo modo anche la cellula di Fernus. Come pianificato dal Dottor Fate, grazie ad un suo incantesimo, lo spirito di J'onn poté ricongiungersi ai suoi cari salvandosi dall'oblio. Tuttavia, a causa dell'intervento di un Fernus morente, l'incantesimo viene manomesso; ciò avrà come conseguenza uno sdoppiamento dell'anima del marziano in una parte buona ed una malvagia, entrambe in forma eterea. Un mese dopo, la parte malvagia prenderà coscienza delle sue azioni e si redimerà, permettendo al suo gemello di ricongiungersi ai suoi cari. Finalmente libero dal proprio fardello e dai fantasmi del passato, deciderà di prendere il nuovo nome di Guardiano di Marte, ribadendo in tal modo il compito di nuovo prosecutore della storia della sua razza da tramandare e non più da conservare.

## Poteri e abilità
Martian Manhunter possiede poteri simili a quelli di Superman: super forza, super velocità, volo, vista a raggi-x, calorifica, microscopica e telescopica, invulnerabilità e super udito, più alcuni dovuti alla sua fisiologia marziana come altri diversi poteri psichici, telepatici, telecinetici, l'invisibilità, un fattore rigenerante e il controllo della propria densità molecolare: è infatti capace di rendersi completamente intangibile (di conseguenza immune ad ogni tipo di attacco fisico) o super denso e quindi praticamente indistruttibile. J'onn è anche un mutaforma e può trasformarsi in qualunque persona, diventare una creatura aliena o terrestre e modificare la sua fisiologia per adattarsi a diversi ambienti come ad esempio sviluppare branchie per respirare sott'acqua. Ha vasti poteri mentali con cui può leggere nel pensiero, rimuovere o creare ricordi nella mente ed è completamente immune a qualsiasi tipo di controllo mentale anche da parte di telepati molto potenti. J'onn possedeva una longevità virtualmente infinita che unita al suo fattore rigenerante (non più molto potente di quando era in vita) lo rendeva virtualmente immortale. Attualmente, a causa dell'incantesimo del potente Dottor Fate, è rimasta solo una parte del suo spirito, che gli ha dato come vantaggio di avere una forma eterea che non richieda più l'utilizzo dell'intangibilità e del volo. Non si sa invece se i suoi nuovi poteri, non ancora del tutto svelati, possano restituirgli densità corporea.
È in grado di sollevare oltre 100 tonnellate, la sua potenza è tale da poter combattere alla pari con esseri come Superman, Shazam, Wonder Woman ecc.
I suoi incredibili poteri telepatici gli permettono di percepire i pensieri degli altri o proiettare i propri pensieri in un raggio di circa 250 miglia (400 chilometri). Può imparare le lingue straniere leggendo i centri del linguaggio del cervello di qualcuno in esse abile, e alternativamente "insegnare" lingue agli altri nello stesso modo.
Gli ampi poteri psionici e telepatici di Manhunter gli permettono di leggere le menti e i ricordi degli altri, avvertire le emozioni e le sensazioni di chi lo circonda, manipolare le menti degli altri, deviare le loro menti per rendersi invisibile, creare illusioni mentali potenti, causare la perdita di particolari ricordi o amnesia totale, e indurre dolore o temporanea paralisi mentale e/o fisica in altri. A distanza ravvicinata può manipolare un numero limitato di menti con facilità.
Ha un unico tallone d'Achille: una congenita paura per il fuoco, che gli fa perdere il controllo sui suoi poteri. Per questo motivo, subito dopo l'Età dell'ossidiana decide di prendersi un periodo di riposo nella speranza di riuscire a superare tale paura: questo tentativo, come si vedrà più avanti, genererà uno dei più letali pericoli mai affrontati dalla Justice League. Dopo la separazione da Fernus, non teme più le fiamme, a meno che non siano legate a fattori emotivi che influenzano la sua psiche.

## Altre versioni

### Batman - Il Cavaliere Oscuro colpisce ancora
In Batman - Il Cavaliere Oscuro colpisce ancora, sequel della miniserie di Frank Miller Batman - Il ritorno del Cavaliere Oscuro, J'onn J'onzz viene rappresentato come cinico, depresso e disilluso: viene rintracciato da Question per unirsi al gruppo capeggiato da Batman, J'onn però rifiuta, in quanto i suoi super poteri, un tempo paragonabili a quelli di Superman, invecchiando sono spariti, anche a causa dei nanobot inseriti da Lex Luthor nel suo cervello.
J'onn verrà ucciso da un nuovo, violento Joker (che si rivelerà essere un Dick Grayson impazzito) che lo brucerà con una tanica di benzina.

### Marvel vs DC
In questo crossover J'onn appare brevemente e viene visto combattere con la Cosa (famoso membro dei Fantastici Quattro) in uno scontro che verrà bloccato dall'intervento di Visione. Successivamente, affronterà proprio Visione sconfiggendolo.

### Amalgam
Nell'universo Amalgam il leader della JLX (JL più gli X-Men) è il misterioso mutante noto come Mr. X: costui è un mutaforma che nasce dalla fusione tra il marziano J'onn e da Visione della Marvel; inoltre, per quanto ricordi molto il Professor X, ha anche molte caratteristiche del mutante Alfiere, membro degli X-Men.

### Vendicatori/JLA
Nel crossover Vendicatori/JLA Martian Manhunter è uno dei personaggi principali della storia.

## Altri media

### Cinema

#### Animazione
Il personaggio compare nel film d'animazione crossover Scooby-Doo! e Batman - Il caso irrisolto.

#### DC Extended Universe

Martian Manhunter interpretato da Harry Lennix in Zack Snyder's Justice League (2021)

Martian Manhunter appare nel DC Extended Universe (DCEU), come cameo, nella versione del regista di Zack Snyder del film Justice League (2017) interpretato da Harry Lennix, già apparso in L'uomo d'acciaio (2013) e Batman v Superman: Dawn of Justice (2016) nel ruolo del generale Calvin Swanwick, che si rivela così essere l'identità segreta di J'onn J'onzz. La sua prima apparizione è in una scena, dove va a visitare Lois Lane sotto le spoglie di Martha Kent, per convincerla ad andare avanti dopo la morte di Superman. Appare anche alla fine del film, dove fa visita a Bruce Wayne e gli comunica che Darkseid non ha finito con la terra e che una guerra è in arrivo.

### Televisione
- Del personaggio esiste una versione animata nella serie Justice League, doppiata in originale da Carl Lumbly e in italiano da Maurizio Trombini. Nella serie animata ha un ruolo fondamentale nella formazione del gruppo della Justice League, grazie ai propri poteri telepatici: J'onn J'onzz, giunto sulla Terra, viene tenuto prigioniero dai federali e invia visioni premonitrici a Superman. Grazie ad esso i supereroi scoprono di un complotto orchestrato da un gruppo di alieni mutaforma per conquistare il mondo e lo sventano, decidendo così di lavorare insieme.
- Nella serie televisiva Smallville J'onn J'onzz (interpretato da Phil Morris) è un cacciatore di taglie proveniente da Marte. Alleato di Jor-El, è sul pianeta Terra per controllare ed aiutare Clark Kent / Kal-El. È in possesso di superpoteri quali volo, invulnerabilità, supervelocità, superforza e vista calorifica. Il suo fattore rigenerante aumenta quando esce dall'atmosfera terrestre. Quando usa i suoi poteri è circondato da un'aura rossa. È un nemico giurato della famiglia Zor-El, a cui appartiene Kara, la cugina di Clark. In un episodio cerca di catturare Bizzarro ma viene miseramente sconfitto. Nel primo episodio dell'ottava stagione dichiara il suo unico punto debole: la luce del sole giallo che lo debilita; dopo una eccessiva esposizione al sole per salvare Clark, perde i suoi poteri extraterrestri. In attesa di trovare un modo per recuperarli, ha fatto il detective nella polizia di Metropolis con il nome di John Jones. Durante lo scontro/incontro con la Justice League si scopre che è l'unico della sua specie e grazie al sacrificio del Dr. Fate, recupera i suoi poteri.
- J'onn J'onzz appare nella serie televisiva Supergirl, interpretato da David Harewood. Nella serie il personaggio ha assunto le sembianze di Hank Henshaw dopo che quest'ultimo tentò di ucciderlo, e ha giurato a Jeremiah Danvers, padre di Alex Danvers e padre adottivo di Kara Zor-El / Supergirl, di proteggere sua figlia.

### Videogiochi
- J'onn J'onzz è uno dei personaggi giocabili nel videogioco Justice League Heroes.